# Тріангулу-Мінейру-і-Алту-Паранаїба (мезорегіон)
Тріангулу-Мінейру-і-Алту-Паранаїба (порт. Mesorregião do Triângulo Mineiro e Alto Paranaíba) — адміністративно-статистичний мезорегіон у Бразилії, входить у штат Мінас-Жерайс. Населення становить 2072 тис. осіб на 2006 рік. Займає площу 90 542,010 км². Густота населення — 22,9 ос./км².

## Склад мезорегіону
У мезорегіон входять наступні мікрорегіони:
1. Араша
2. Ітуютаба
3. Патус-ді-Мінас
4. Патросініу
5. Убераба
6. Уберландія
7. Фрутал

| Бразилія | Це незавершена стаття з географії Бразилії. Ви можете допомогти проєкту, виправивши або дописавши її. |